# Вицина, Юлия Вячеславовна
Юлия Вячеславовна Вицина (род. 9 июня 1990, Хороль, Приморский край) — российская самбистка, чемпионка (2017), серебряный (2016) и бронзовый (2013) призёр чемпионатов России, призёр чемпионатов Европы и мира, серебряный призёр Кубка России, мастер спорта России.

## Спортивные достижения
- Призёр международных турниров по самбо;
- Чемпионат России по самбо среди женщин 2013 — ;
- Чемпионат России по самбо среди студентов 2015 — ;
- Чемпионат России по самбо 2016 — ;
- Кубок России по самбо 2016 — ;
- Чемпионат России по самбо 2017 — ;

## Семья
Сестра-близнец Ольга Вицина также занимается самбо, мастер спорта, призёр чемпионатов России.